# Reis dels belgues
Rei dels Belgues és el títol dels monarques de Bèlgica. La denominació Rei de Bèlgica no es fa servir.

## Història
Donat que la independència belga dels Països Baixos el 1830 fou recolzada econòmica i militarment pels francesos, la comunitat internacional va intervenir perquè Bèlgica no fos annexada a França, i s'acceptà la proposta anglesa d'invitar un noble d'un tercer país com Alemanya per a portar la corona del nou país, honor que va recaure en Leopold, duc de Saxònia-Coburg-Gotha.

## El títol i les prerrogatives del rei dels belgues
Al segle xix, l'absolutisme va perdre molta popularitat. A poc a poc, els monarques de tot arreu d'Europa van haver de deixar poders als parlaments.
Al congrés nacional belga del 1830, el govern provisional del nou estat, hi havia dues tendències: liberals, inspirats per la Il·lustració i la revolució francesa, d'un costat, i conservadors catòlics i noblesa, que mantenien les idees de l'antic règim, de l'altre. Va caldre una solució mitjana, per a guardar la simpatia dels estats veïns i la unitat per defensar la independència. Una república hauria sigut una solució massa revolucionària i un sobirà absolut, de l'estil de Guillem I, que acabava de ser destituït, desvetllava massa mals records.

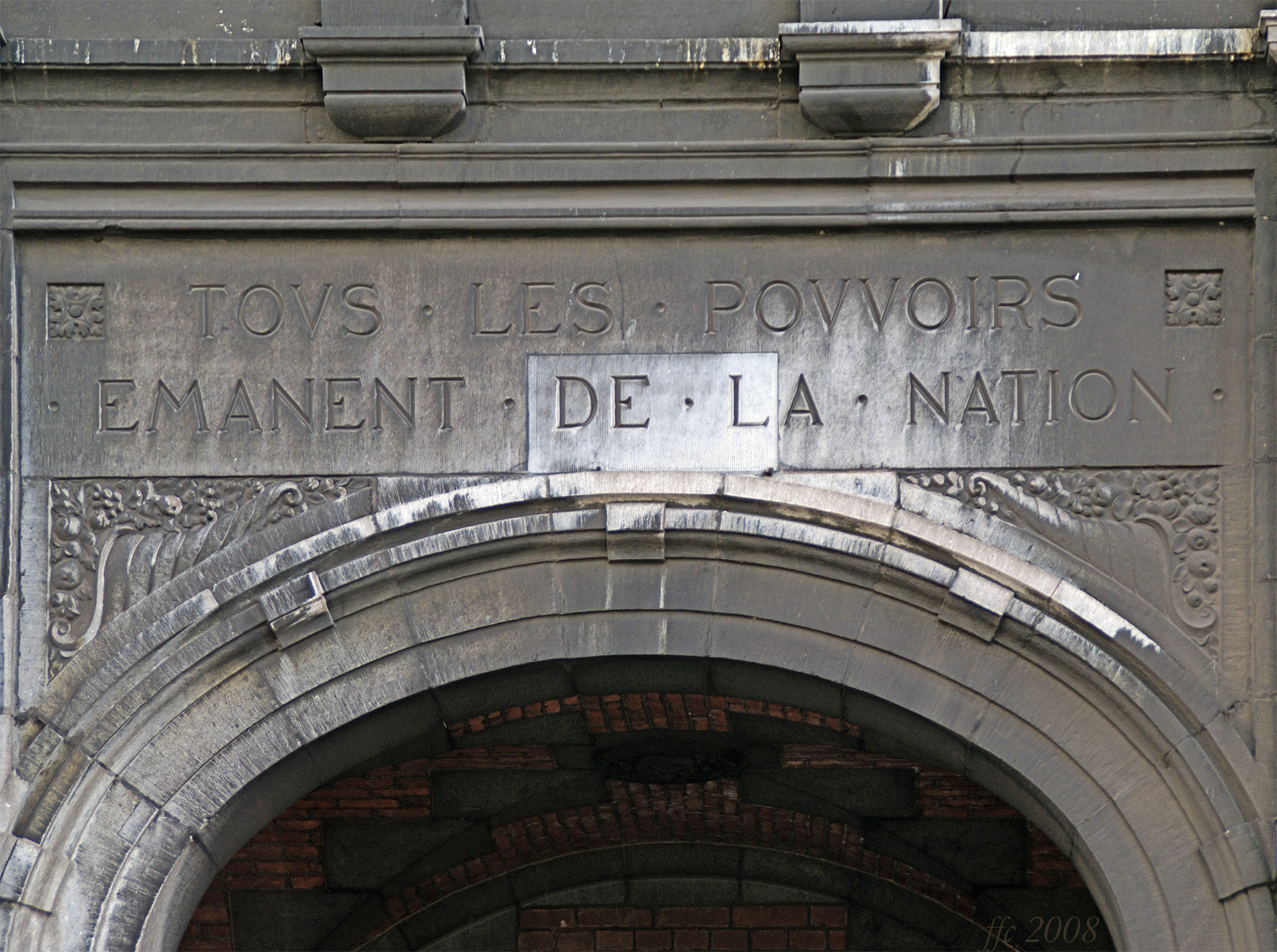
Epigrama a l'entrada de l'antiga casa de la vila de Chênée amb el text en francès del primer paràgraf de l'article 33 de la constitució belga

A la constitució belga es troba doncs aquesta solució mitjana. El seu article 33 estipula que «tots els poders ixen de la nació», i es confirma així la sobirania del poble. El monarca (i els seus successors) esdevé rei per gràcia dels seus compatriotes, i no per gràcia de deus com els seus col·legues britànics i neerlandesos. Segons l'article 91, només pot accedir al tron després de jurar solemnement, davant les dues cambres unides del parlament: «Juro de respectar la constitució i les lleis del poble belga, de mantenir la independència de la nació i la integritat del seu territori.» El rei dels belgues està doncs sotmès a la llei del poble belga. És la raó perquè el seu títol és rei dels belgues i no de Bèlgica. Sovint hi ha confusió amb el seu patrònim que és de Bèlgica.
Després del congrés de 1830, inspirat per la diplomàcia anglesa, el poble va oferir el càrrec de rei dels belgues a Leopold George Christian Frederick de Saxònia-Coburg Saalfeld, que tenia lligams familiars amb gairebé totes les cases reials europees. Aquests lligams es van considerar com una garantia suplementària de la independència. Leopold va acceptar i prestar el seu jurament constitucional el 21 de juliol 1831. Aquest dia va esdevenir la festa nacional belga.
Té un paper d'àrbitre amb un cert poder moral al govern federal. Quan ratifica formalment les lleis amb la seva signatura, sempre cal dos ministres per a signar ensems amb ell. Tot i estar controlat pel parlament, el rei té uns privilegis: 
- pot nomenar el primer ministre i els ministres federals
- pot dissoldre les cambres del parlament federal (només després d'un vot)
- com cap de l'exèrcit, pot declarar la guerra i la pau
- pot figurar als segells i les monedes, atribuir títols de noblesa, fer gràcia als condemnats
- frueix de la prerrogativa de la inviolabilitat
- després de les eleccions federals, té un rol actiu de mediador en nominar l'informador i el formador, futur primer ministre federal

De fet, el rei mai no utilitzarà cap dels seus privilegis, sense concertació amb el govern, els representants del parlament o els altres cossos constituïts.

## Evolució i futur
En principi, el rei s'ha de sotmetre o de dimitir. Quan el 1990, el rei Balduí va refusar de signar la llei de la legalització parcial de l'avortament, que considerava com contrària a la seva convicció religiosa, això va crear una greu crisi constitucional. La constitució permet a les dues cambres reunides de signar una llei, quan el rei és en un estat «d'impossibilitat de regnar». En aplicar aquesta clàusula, normalment prevista pel cas d'insanitat d'un rei, els parlaments van signar la llei i confirmar la sobirania del poble belga.
Aquest succés i l'esperit del temps van fer que el rei va perdre més poders als governs regionals i comunitaris, després de les reformes de l'estat. Ja no signa els decrets i les ordenances d'aquestes entitats federades, ni nomena els burgmestres, etc. Com més competències es transfereixen a les autonomies, com menys poder rau prop del rei.
El 1991, la llei sàlica, que prohibeix l'accés al tron de la progenitura femenina de la família reial es va abolir. Al futur, el rei dels belgues podria ésser una reina. Elisabet, neta d'Albert II de Bèlgica i segona en l'ordre de successió després de Felip de Bèlgica podria tornar-se la primera reina efectiu. Fins aleshores, les esposes dels reis porten el títol «reina dels belgues», tot i no tenir cap paper ni poder legals.

## Llista de monarques

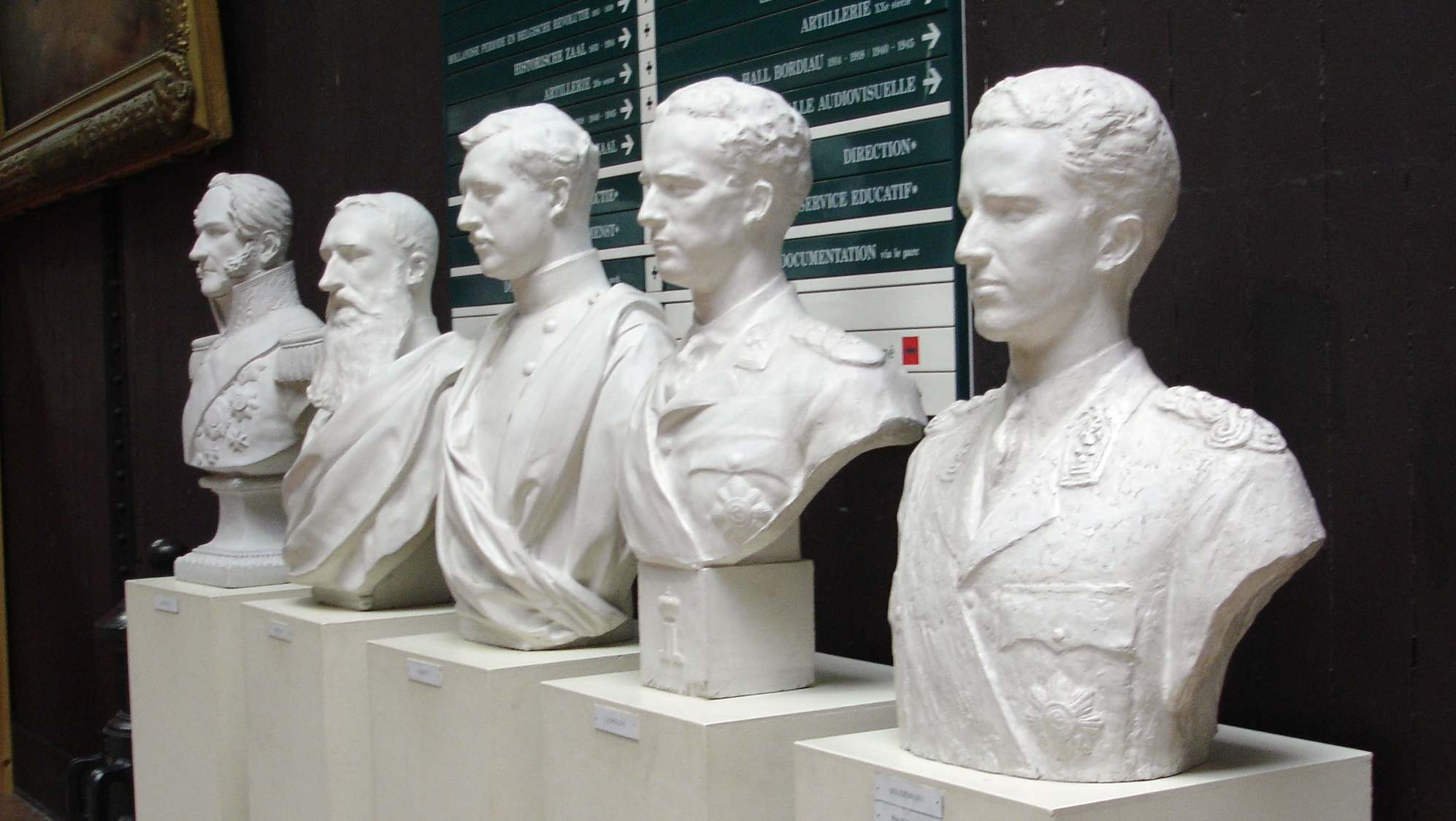
Els cinc primers reis dels belgues, per ordre cronològic, des de Leopold I (esquerra) fins a Balduí (dreta)

La dinastia Saxònia-Coburg i Gotha és la que ostenta la monarquia de Bèlgica des de 1831 fins a 1920 quan el rei Albert I, en tenir compte de les atrocitats dels prussians durant la Primera Guerra Mundial, va abandonar el seu patronimi de Saxònia-Coburg-Gotha i prendre el patronimi de Bèlgica.
Com que Bèlgica és un país amb tres llengües oficials (el francès, el neerlandès i l'alemany), els monarques solen utilitzar els seus noms tant en francès com en neerlandès, ja que en alemany es fan servir els noms francesos (igual que en anglès).
| # | Monarca nom en francès nom en neerlandès | Monarca nom en francès nom en neerlandès | Vida                                                                                     | Inici del regnat       | Final del regnat              | Matrimoni                                                                                                  | Dret de successió                      |
| - | ---------------------------------------- | ---------------------------------------- | ---------------------------------------------------------------------------------------- | ---------------------- | ----------------------------- | --- | -------------------------------------- |
| 1 | Leopold I Léopold Ier Leopold I          | Leopold I                                | 16 de desembre de 1790 Saxònia-Coburg-Saalfeld – 10 de desembre de 1865 Laeken (als 74)  | 21 de juliol de 1831   | 10 de desembre de 1865        | (1) Princesa Carlota 2 de maig de 1816 [1 fill (nascut mort)] (2) Reina Lluïsa 9 d'agost de 1832 [4 fills] |                                        |
| 2 | Leopold II Léopold II Leopold II         | Leopold II                               | 9 d'abril de 1835 Brussel·les – 17 de desembre de 1909 Laeken (als 74)                   | 17 de desembre de 1865 | 17 de desembre de 1909        | Reina Maria Enriqueta 22 d'agost de 1853 [4 fills]                                                         | Fill de Leopold I                      |
| 3 | Albert I er Albert I                     | Albert I                                 | 8 d'abril de 1875 Brussel·les – 17 de febrer de 1934 Marche-les-Dames (als 58)           | 23 de desembre de 1909 | 17 de febrer de 1934          | Reina Elisabet 2 d'octubre de 1900 [3 fills]                                                               | Nebot de Leopold II                    |
| 4 | Leopold III Léopold III Leopold III      | Leopold III                              | 3 de novembre de 1901 Brussel·les – 25 de setembre de 1983 Woluwe-Saint-Lambert (als 81) | 23 de febrer de 1934   | 16 de juliol de 1951 (abdicà) | (1) Reina Àstrid 4 de novembre de 1926 [3 fills] (2) Princesa Lilian 6 de desembre de 1941 [3 fills]       | Fill d'Albert I                        |
| — | Príncep Carles Regent de Leopold III     | Carles de Bèlgica                        | 10 d'octubre de 1903 Brussel·les – 1 de juny de 1983 Raversijde (als 79)                 | 20 de setembre de 1944 | 20 de juliol de 1950          | Solter [sense fills]                                                                                       | Fill d'Albert I / Germà de Leopold III |
| 5 | Balduí Baudouin Boudewijn                | Balduí                                   | 7 de setembre de 1930 Laeken – 31 de juliol de 1993 Motril (Espanya) (als 62)            | 17 de juliol de 1951   | 31 de juliol de 1993          | Reina Fabiola 15 de desembre de 1960 [sense fills]                                                         | Fill de Leopold III                    |
| 6 | Albert II                                | Albert II                                | 6 de juny de 1934 Laeken                                                                 | 9 d'agost de 1993      | 21 de juliol de 2013          | Reina Paola 2 de juliol de 1959 [3 fills]                                                                  | Fill de Leopold III / Germà de Balduí  |
| 7 | Felip Philippe Filip                     | Felip                                    | 15 d'abril de 1960 Laken                                                                 | 21 de juliol de 2013   |                               | Matilde d'Udekem d'Acoz [4 fills]                                                                          | Fill d'Albert II                       |